# Лехи
«Ле́хи» (ивр. לח"י‎), сокращение от Лохамей Херут Исраэль (לוחמי חרות ישראל‎ — дословно — «Борцы за свободу Израиля»), — еврейская подпольная организация, действовавшая против Британского мандата в Палестине с 1940 года и до основания Государства Израиль в 1948 году. Была организована выходцами из подпольной организации «Иргун», не согласившимися с политикой прекращения борьбы против Великобритании на время Второй мировой войны.
Организация называла своих членов террористами и признавалась в терроризме. Наиболее громкие теракты «Лехи» — убийство в 1944 году британского министра Уолтера Гиннесса, убийство в 1948 году посредника ООН графа Фольке Бернадота и соучастие в резне в Дейр-Ясине.
Первым руководителем «Лехи» был Авраам Штерн, в связи с чем англичане называли «Лехи» The Stern Gang («Бандой Штерна»). После убийства Штерна 12 февраля 1942 года руководителями «Лехи» стали Ицхак Шамир, Исраэль Эльдад и Натан Елин-Мор.
На выборах в Кнессет 1-го созыва «Лехи» выставила собственный список — «Решимат ха-лохамим» («Список борцов»), по которому в Кнессет прошёл Н. Елин-Мор.

## Выход из «Эцель»
В начале Второй мировой войны большая часть участников организации «Иргун Цваи Леуми бэ-Эрец-Исраэль» («Национальная военная организация в Эрец-Исраэль», сокращенно — «Эцель») сидела в британских тюрьмах. Еврейское агентство призывало народ к сотрудничеству с Великобританией в её борьбе против нацистской Германии. Многие люди добровольно вступили в ряды британской армии. Даже Давид Разиэль, предводитель «Эцель», сидевший в то время в тюрьме, приказал приостановить борьбу для того, чтобы не мешать Великобритании воевать против Третьего рейха.
Призыв Разиэля вызвал внутреннюю борьбу в «Эцель». Во главе противников приказа был Авраам Штерн. После выхода Давида Разиэля из тюрьмы в октябре 1939 года конфликт между ним и Штерном привёл к отколу небольшой группы, которая и стала основой «Лехи». Непреодолимых расхождений, которые не устраивали сторонников Штерна, было три: подчинение организации ревизионистскому движению, поддержка Великобритании в войне против Германии и приостановление диверсий против британских сил.
В августе 1940 года отделение группы Штерна от «Эцель» стало свершившимся фактом. Сторонники Штерна видели себя продолжателями дела «Эцель» и первоначально называли себя «Иргун Цваи Леуми бэ-Исраэль» («Национальная военная организация в Израиле»). В сентябре 1940 года Авраам Штерн изменил название своей организации на «Лохамей Херут Исраэль» («Борцы за свободу Израиля», сокращенно — «ЛеХИ»).

## Деятельность до основания Государства Израиль
Группа поставила себе целью добиваться силой оружия определяющего влияния на политическую ситуацию в Палестине от имени «сражающегося еврейства». «Лехи» была единственной еврейской организацией в Палестине, ведущей борьбу с британскими властями в период Второй мировой войны. До сих пор звучат обвинения в адрес «Лехи», как организации, объективно помогавшей Третьему рейху.
На деле, в начале Второй мировой войны в 1939 году мало кто в ишуве мог предполагать то, что случится с европейским еврейством. Вот, что писал, например, уже позже, зимой 1941—1942 года д-р Ш. Гросс в газете «Га-Арец»:

…На огромной территории, подвластной Гитлеру, происходят грандиозные изменения в материальном и духовном положении еврейства. Повсюду отменено их гражданское равноправие. Повсюду евреи устранены с общественных должностей. Еврейская экономическая деятельность сведена до минимума, как, например, в Бельгии, где евреи Антверпена изгнаны из алмазной промышленности. В Польше и в Германии евреи совершенно исключены из экономической жизни. Евреи лишаются работ, требующих профессиональной квалификации. И это служит нацистам одним из поводов направлять евреев на принудительные работы. Этот каторжный труд является сегодня практически единственным источником существования для десятков тысяч евреев. Обычным, повседневным явлением стала депортация сотен тысяч евреев из одного района в другой, иногда за сотни и тысячи километров. Еврейское население европейских городов заключено в гетто. Каждый еврей обязан носить на одежде особый отличительный знак — жёлтую звезду… Моральный и образовательный уровень молодого поколения несомненно резко упадет, если такие условия жизни просуществуют пусть даже всего несколько лет.
В этом описании видна глубокая озабоченность преследованием евреев, но нет признаков того, что Гросс предполагает их гибель в Холокосте.
Сам Штерн писал в эти дни:
К началу войны вся сионистская политика шла на поводу у Англии, как та захочет, так и будет. И Еврейское агентство («Сохнут») со страхом и подобострастием исполняло английские приказы, совершенно «бескорыстно», не требуя для еврейского народа ничего… Оно превратилось в мобилизационный пункт чужой армии вместо того, чтобы стать главным штабом еврейской армии. Такая политика основывается на одной лишь убогой мыслишке, смешанной со слабой надеждой: арабы отказались воевать на стороне Англии, а евреи, наоборот, преисполнены боевого духа и с радостью идут в бой. А потому Англия, победив, не останется в долгу и воздаст еврейскому народу по заслугам.

…Выспренные разглагольствования о мирной конференции и о надеждах, которые осуществятся после того, как демократическая Англия заново переустроит мир — лишены всяких оснований. Мирная конференция по окончании прошлой войны дала сионизму Декларацию Бальфура. Сегодня у сионизма есть «Белая книга» вместо Декларации Бальфура. Мирная конференция по окончании этой войны начнет с «Белой книги». Чем же она, в таком случае, может закончиться? У сионизма нет ответа на этот вопрос. Последний и решающий ответ сможет дать только еврейское оружие, еврейская сила.
Штерн изменил и своё собственное имя на Авраам Бен Яир. Оно должно было напоминать об имени последнего командира группы евреев, укрепившихся на вершине Масады, — Элиэзера Бен Яира. Очень скоро «Яир» стало прозвищем Штерна.
После раскола Эцел Яир оказался во главе очень сплоченной группы талантливых и преданных единомышленников, включавшей в себя нескольких самых способных и опытных боевых командиров Эцел. 16 сентября 1940 года «Лехи» осуществил успешное ограбление банка АПАК (Англо-палестинского банка) на улице Бен-Ехуда в Тель-Авиве. В результате ограбления в распоряжении «Лехи» оказалась очень существенная денежная сумма, что позволило молодой террористической организации принять удачный старт в качестве подпольного движения.
Одним из главных направлений деятельности Яира была идеология. Он имел контакты (возможно, в 1941 года) с Абой Ахимеиром, возглавлявшим в 1931—1933 годах организацию «Брит а-Бирьоним». Он встречался также с Исраэлем Шайбом (Элдадом), который стал позже главным идеологом Лехи, и с Уриэлем Шелахом, в ту пору оригинальным и бурным поэтом, писавшим на иврите. Впервые Яир встретился с Шелахом в Еврейском университете, где они оба учились. Шелах был занят тогда разработкой самобытной идеологии и моральной концепции, которые должны были способствовать возникновению нового типа еврея. Идеология Шелаха и группы его сподвижников получила известность под именем «ханаанейства». Шелах помогал Яиру в написании нескольких публицистических работ, а после того, как Яир был убит, посвятил его памяти патетичное стихотворение.
В октябре 1940 года Штерн выпустил первый номер газеты «Бамахтерет» («В подполье»), а во втором, ноябрьском номере опубликовал девять пунктов под названием «Принципы возрождения». Дополненные в пятом выпуске до восемнадцати пунктов, «Принципы возрождения» определяли идеологические основы, цели и политическую линию организации. Эта декларация служила идеологической базой и путеводителем «Лехи» на протяжении всех лет существования подполья. В ней утверждались, с упором на танахические источники, божественное предназначение еврейского народа, его исключительное право на Землю Израиля в библейских границах, и необходимость возрождения еврейского народа на земле Израиля вплоть до строительства третьего Храма.
Основные положения «Принципы возрождения» разъяснялись в газетах «Ха-хазит» («Фронт») и «Ха-маас» («Действие»), а также в передачах подпольной радиостанции «Голос еврейского подполья». Диктор радиостанции Геулла Коэн, впоследствии член Кнессета от партии «Херут», а затем — лидер движения «Тхия», — пользовалась огромной популярностью в ишуве.
С 1940 по 1942 год «Лехи» под руководством Штерна боролось с англичанами методами индивидуального террора. Организация открыто призывала изгнать англичан из Палестины и воссоздать Еврейское государство — чем скорее, тем лучше. Штерн даже искал связи с нацистами, как с союзниками в борьбе против Британии, но попытки наладить контакт не имели успеха.
«Лехи» был группой, к которой не испытывали симпатий ни «Хагана», ни «Эцель», не говоря уже об англичанах. В ишуве её считали террористами, члены организации подвергались преследованиям. 12 февраля 1942 года полиция обнаружила квартиру, где скрывался Штерн; он был застрелен во время ареста британским офицером полиции Мортоном (по словам Мортона, при попытке побега, но есть также показания свидетелей, согласно которым Мортон выстрелил в Штерна без всякого повода с его стороны). Существует неподтверждённая теория, согласно которой местонахождение Штерна было сообщено полиции представителями «Хаганы». Впоследствии «Лехи» пыталась отомстить Мортону за смерть Штерна, но безуспешно.
К моменту гибели Штерна большая часть членов «Лехи» находилась в тюрьмах. Организация пребывала в процессе распада. В сентябре 1942 года два члена «Лехи», Ицхак Шамир-Езерницкий и Элияху Гилади, совершили побег из английского лагеря в Мазре, и, совместно с Ехошуа Коэном, Аншелем Шпильманом и другими, занялись воссозданием организации. В 1943 году Гилади (Грин), конфликтовавший с Шамиром и другими членами ЛЕХИ, был убит, возможно, по приказу Шамира.
Летом 1943 года начало формироваться коллективное руководство «Лехи». К нему принадлежали Шамир, Элдад (Шайб) и Натан Елин-Мор (после его побега из английского лагеря в Латруне 1 ноября 1943 года). Элдада англичане арестовали в апреле 1944 года Шамир тоже был арестован, но позднее, в 1946 году. Таким образом, период, в течение которого все трое фактически возглавляли «Лехи», был недолгим, и ответственность в основном лежала на плечах Шамира и Елин-Мора.
Шамир и Елин-Мор понимали, что для «Лехи» невозможно больше действовать так же, как во времена Штерна. Они осознали, что организация нуждается в широкой общественной поддержке — и принимали меры для достижения этой цели. Начиная с осени 1942 и до 1944 года, «Лехи» осуществил много операций, используя в основном — как и раньше — индивидуальный террор. Поворотной точкой стало 6 ноября 1944 года, когда было совершено покушение на члена британского правительства лорда Мойна. В результате этой акции на «Лехи» снова обрушились преследования со стороны британских властей и «Хаганы», и организация снизила свою активность.
После окончания войны в июле 1945 года «Иргун» и «Лехи» заключили соглашение о координации действий против англичан, в ноябре того же года к этому соглашению присоединилась «Хагана», однако через 9 месяцев вышла из него. С сентября 1946 года «Лехи» вновь действовал самостоятельно.

## Действия организации
«Лехи» была сравнительно небольшой организацией и насчитывала от 800 до 1000 участников. Несмотря на малочисленность, она совершила множество терактов как против арабов, так и (главным образом) против Великобритании. «Лехи» атаковала английские военные пункты и минировала полицейские автомобили. Группа организовывала нападения на банки для получения средств финансирования (экспроприация).
19 октября 1944 года британские власти провели операцию против «Лехи». Арестованные участники организации были сосланы в Африку; после основания государства Израиль они вернулись в Палестину.
Во время Второй мировой войны (с 1944) организация «Хагана» действовала против «Лехи» и помогала властям в арестах боевиков последней. Во время войны за независимость Израиля «Лехи» действовала самостоятельно. После основания Израиля организация была распущена, и некоторые из её боевиков занялись политической деятельностью.

## Контакты с нацистской Германией
Штерн не верил в возможность победы стран антигитлеровской коалиции и считал, что евреям не остаётся выхода, кроме как связаться с немцами и итальянцами для того, чтобы они помогли в борьбе «Лехи» против британцев. Он писал, что у Италии и Германии есть интерес «очистить» Европу от евреев и, с другой стороны, помешать Великобритании править на Ближнем Востоке.
В своей книге «В крови займется заря» один из сподвижников Штерна, Арье Коцер, приводит слова Штерна, объясняющие мотивы, которыми он руководствовался, принимая решение о контактах с нацистами для спасения еврейского народа:

Мне совершенно ясно: европейское еврейство будет уничтожено, если мы не придем к соглашению с Германией. И следует раз и навсегда уяснить для себя — кто наш враг? Или кто наши враги? Какую пользу мы можем извлечь для себя из войны, и против кого из наших врагов нам воевать, чтобы добиться независимости для нашей страны и спасти наш народ, все те миллионы евреев, находящиеся сейчас в Европе? Для меня очевидно, что наш враг — это Британия. Британия могла спасти миллионы наших братьев! Но также очевидно, что она их не спасет! Напротив, она заинтересована в их уничтожении. Оно нужно ей для того, чтобы установить власть арабов в стране, которая будет послушным орудием в её руках. Польза от нашей помощи союзным державам невелика. А для нас же она попросту равна нулю. Поэтому остается только одно: соглашение с немцами о спасении европейского еврейства. Немцы могут «очистить» Европу от евреев, переправив их сюда, в Эрец-Исраэль. И Германия может согласиться на такой вариант, если мы станем воевать против англичан.

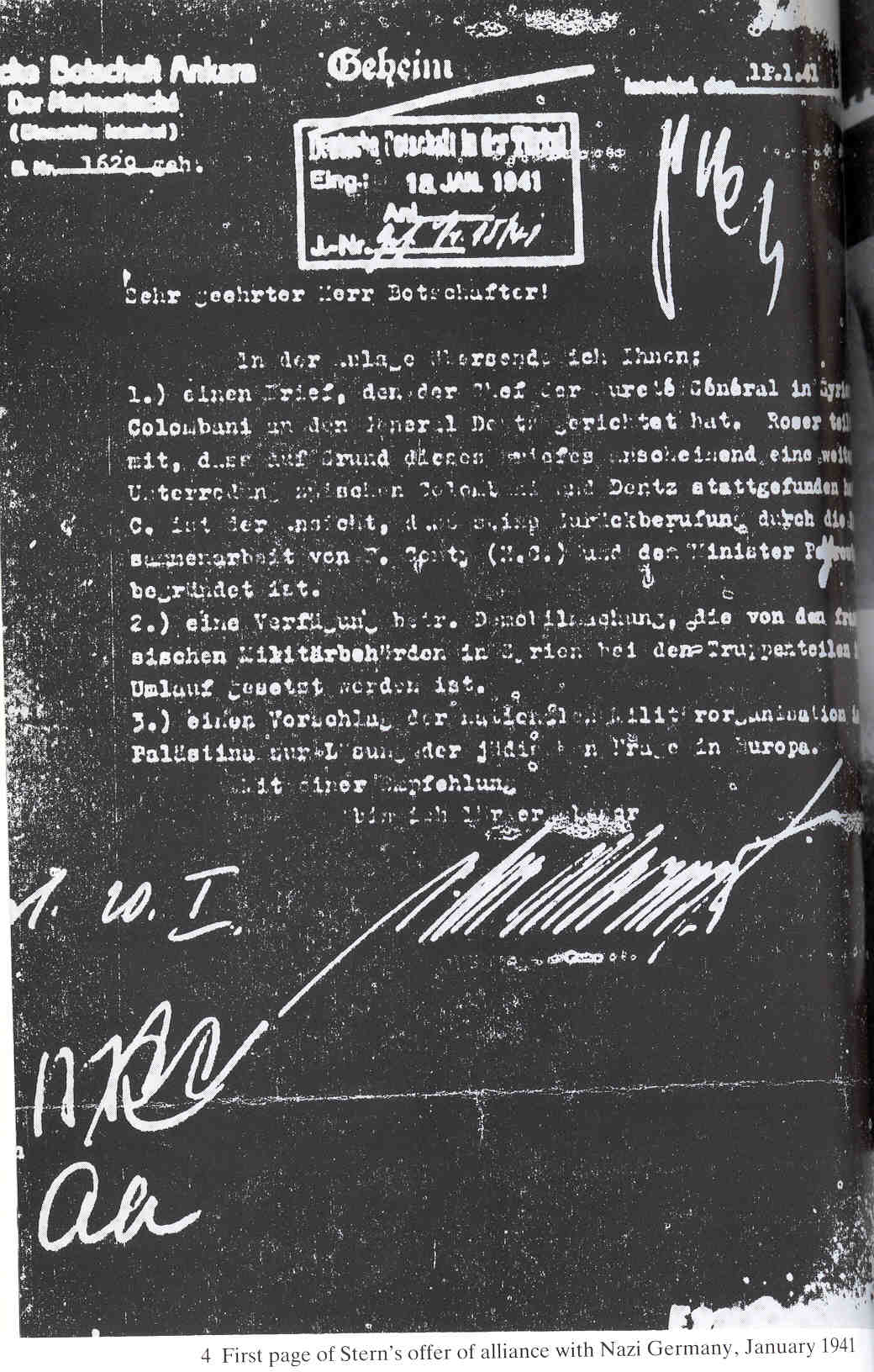
Сопроводительный лист «письма из Анкары»

В конце 1940 года представитель «Лехи» Нафтали Любинчик выехал в вишистский Ливан и передал немецким дипломатам в Бейруте письмо, предлагающее Германии сотрудничество «Лехи» для расселения в Израиле евреев Европы и участия в войне против Британии. Письмо было переправлено в немецкое посольство в Анкаре, а оттуда 1 января 1941 года — в министерство иностранных дел Германии. Письмо, ставшее известным как «письмо из Анкары», осталось без ответа, и в составе архивов германского МИДа было захвачено союзниками в 1945 году.
В декабре 1941 года Елин-Мор выехал в Сирию, откуда планировал пробраться в Турцию для личной встречи с более высокопоставленными немецкими дипломатами, но был арестован британцами в январе 1942 года.
Согласно Э. Кацу, первым, кто установил контакты с нацистской Германией ещё в 1935 году[уточнить], был глава политического отдела Еврейского агентства д-р Хаим Арлозоров, который стал ключевой фигурой в переговорах с нацистской Германией при выработке условий соглашения Хаавара, по которому Германия обязывалась не препятствовать вывозу евреями-эмигрантами своего имущества на условиях, нарушающих бойкот германских товаров западными державами. Благодаря этому договору десятки тысяч немецких евреев репатриировались в Эрец-Исраэль, и их жизни были тем самым спасены.
Ещё более широкий план по эвакуации всего еврейского населения гитлеровской Германии, насчитывавшего около полумиллиона человек, был разработан Георгом Карским — одним из лидеров ревизионистского движения в Германии и главой берлинской общины. Однако предложение Карского было встречено в штыки вождями немецкого еврейства.

## Контакты с СССР
По данным ЦРУ, «Лехи» имела контакты с Советским Союзом и получала от него финансовую поддержку. Также ЦРУ считало, что в «Лехи» советские спецслужбы внедрили своих агентов.

## После основания Государства Израиль
Когда в 1948 году было создано Государство Израиль, Центр организации «Лехи», в который входили Натан Елин-Мор (Фридман), Ицхак Шамир (Езерницкий) и Исраэль Эльдад (Шайб), принял решение о присоединении бойцов своей организации к армии, после переговоров, которые Елин-Мор и Эльдад вели с Исраэлем Галили и Леви Эшколем. 29 мая 1948 года все бойцы «Лехи» были впервые собраны вместе после выхода из глубокого подполья. По свидетельству д-ра Исраэля Эльдада, из сотен бойцов он лично знал, может быть пятьдесят или шестьдесят человек. Эльдад обратился к стоящим в строю бойцам со словами, посвященными памяти основателя организации Авраѓама Штерна (Яира), убитого англичанами в 1942 году, и других погибших бойцов:

Помни Яира, который создал нас своим ясным пониманием, который отлил нас из стали своей души, который породил нас своей святой кровью. Помни Яира. И помни всех его учеников-бойцов, которые отдали свою кровь за свободу Родины, которые освятили свои тела для голода, пыток, пуль, эшафотов… Их кровь льется в нашей крови. Их жизнь, героизм и смерть — это огонь, который горит в нас. Этот огонь сожжет врагов. Этот огонь будет гореть в сердце Третьего Храма, в сердце свободного Иерусалима, в сердце Царства Израиля. Это — огонь Яира. Это огонь всех Борцов за свободу Израиля, которые пролили и которые проливают свою кровь в святой войне.
После этого бойцы «Лехи» были мобилизованы в Армию обороны Израиля (ЦАХАЛ). Большинство из них мобилизовались вместе, но были и такие, кто мобилизовался индивидуально; всего в армию вступило около тысячи бойцов «Лехи».
В Иерусалиме бойцы «Лехи» продолжали действовать самостоятельно под командованием Йеѓошуа Зетлера (подпольное прозвище: Меир). Его бойцы освободили от арабов иерусалимские кварталы Ромема, Лифта и Шейх-Бадер. 14 мая отряд «Лехи» пытался прорваться в Старый город, но, не получив помощи от Хаганы, был вынужден отступить.
17 сентября в Иерусалиме членами группы, называвшей себя «Отечественным фронтом» и состоявшей из бывших бойцов «Лехи», был убит спец. посланник ООН по мирным диалогам и урегулированию конфликта Фольке Бернадот, который принимал участие  в спасении тысяч евреев из концентрационных лагерей и эвакуацией их в Швецию в последние месяцы Второй мировой войны. Результаты активной деятельности Бернадота, по мнению израильского руководства, могли свести на нет достижения Израиля в войне (Бен-Гурион, Давид, Моше Даян).
Бен-Гурион воспользовался убийством Бернадота, чтобы прекратить самостоятельную деятельность «Эцель» и «Лехи» в Иерусалиме. Базы «Лехи» в городе были захвачены, и около ста бойцов — арестованы. А «Эцель» принял ультиматум правительства и распустил свой иерусалимский батальон.
В январе 1949 года прошли выборы в Кнессет первого созыва. Бывшие члены «Лехи» создали «Партию борцов», которая получила 5370 голосов. Натан Елин-Мор был избран в Кнессет стал депутатом Кнессета и был освобождён, а в феврале были амнистированы все задержанные. В марте 1949 года состоялась конференция «Партии борцов», на которой выявились резкие разногласия между большинством, которое поддерживало избранного в Кнессет Елин-Мора, и меньшинством, сгруппировавшимся вокруг Исраэля Эльдада. Елин-Мор хотел, чтобы партия стала рабочей и социалистической, а Эльдад высказывал намерение создать движение, которое уделяло бы много времени образованию и воспитанию и стремилось бы к более глубокому осмыслению понятия «свобода Израиля». Ицхак Шамир, третий член центра «Лехи» поддержал Елин-Мора. Вскоре после конференции Эльдад потерял всякий интерес к деятельности партии.
Позже Елин-Мор резко сменил позицию и сблизился с палестинскими арабами и коммунистами. Когда в 1967 году разразилась Шестидневная война, он выступил против «израильской агрессии».
Ицхак Шамир сделал весьма успешную, хотя и позднюю политическую карьеру. В 1970 году он вступил в партию «Херут», а в 1973 году стал членом Кнессета от возглавлявшегося Бегином списка ГАХАЛ. В 1977 году он был избран председателем израильского парламента. В 1980 году его назначили министром иностранных дел. Шамир был премьер-министром Израиля с октября 1983 по сентябрь 1984 года, и потом, с октября 1986 по сентябрь 1988 года. После выборов 1988 года. он снова получил пост премьер-министра.

## Идеология
В «Лехи» собрался интересный конгломерат крайних — левых, правых, националистов, кнаанитов. В общественно-политическом плане «Лехи» склонялся к социалистической ориентации.
«Лехи» придерживался антиимпериалистической идеологии и считал Британский мандат незаконной оккупацией. Исходя из этого, он предпочитал совершать нападения на британские, а не на арабские цели. Так как «Лехи» не признавал британскую судебную власть, члены организации отказывались защищаться в суде.
«Лехи» декларировал, что еврейский народ имеет полное право на Землю Израиля. Организация предпочитала военный метод захвата территорий, населённых арабами, политическому или финансововому. «Лехи» считал арабов чужаками, которых следует выселить.

## Память

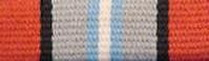
Знак участия в «Лехи»

Давид Бен-Гурион так написал о Штерне и «Лехи» в своём письме Геуле Коэн после выхода её книги «Между ночью и днём» :
Только отдельными фрагментами вернула она меня к большому и глубокому спору, что был между нами… С большим волнением я читал её. Сердце было полно гордостью и завистью; в некоторых главах казалось, что я сам участвую в ваших акциях. Душевная буря тех, кто взошёл на жертвенник, захватила и меня, и я склоняю голову в благоговении перед смертью героев, обоих Элиягу (Хаким и Бен-Цури) в Каире, Моше Барзани, Меира Фанштейна и других…

… нет у меня никакого сомнения, что он (Яир) был одним из самых выдающихся личностей, которые выдвинулись во время британского мандата, и я от всего сердца отдаю дань уважения его творчеству, мощи его сильной души, самоотверженной верности свободе Израиля, несмотря на то, что отрицаю без всякого компромисса его политический путь.— Глава правительства Д. Бен-Гурион, 20 января 1962
В 1980 году правительство Израиля учредило знак отличия для членов «Лехи» как участников борьбы за создание государства.
Именем Авраама Штерна назван населённый пункт Кохав-Яир (ивр. כוכב יאיר‎ — Звезда Яира), основанный в 1981 году, улицы в Тель-Авиве (на которой он был убит) и в других городах Израиля. Улицы многих городов также названы в честь «Лехи», Элияху Бен-Цури, Элияху Хакима и других её членов.